# MEU(SOC)半自動手槍
MEU(SOC)半自動手槍（英語：Marine Expeditionary Unit，意為：美國海軍陸戰隊遠征隊手槍），官方命名為，是一款氣冷式、彈匣供彈、槍管短行程後座作用操作、單動操作的半自動手槍，發射.45 ACP口徑手枪子彈。
該手槍是以美國人約翰·白朗寧所設計的M1911手槍為原形，並且經已成為美國海軍陸戰隊遠征隊的武裝偵察部隊的佩槍，並且從1985年使用到現在。國家庫藏編號（英語：National Stock Number，簡稱NSN；後來NSN之意被改稱為北約庫藏編號）為1005-01-370-7353。

## 歷史

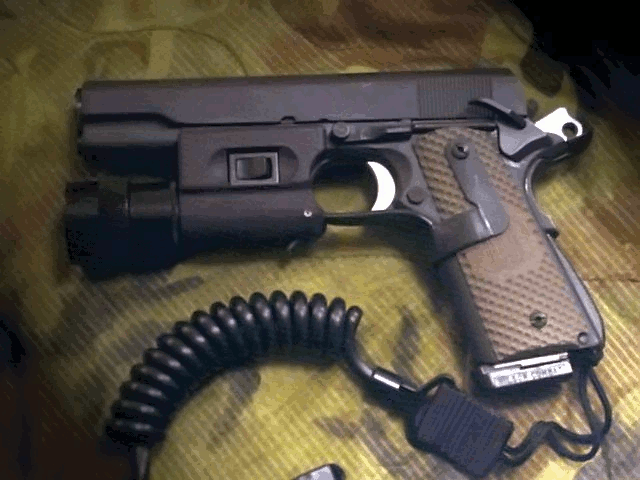
裝上了SureFire整體式軍用手槍戰術燈（IMPL）、Gemtech TRL戰術槍索和行客刀（Strider）握把側板的MEU(SOC)半自動手槍

在1980年代末期，美国海军陆战队上校羅伯特·楊（英語：Robert Young）提出了對M1911手槍作出一系列的規範和改進，使白朗寧的設計能夠適合21世纪的新戰場，其中許多把M1911手槍已列入MEU(SOC)半自動手槍的設計改進之中。1986年，美国海军陆战队精確武器工場和步槍分隊裝備工場接受M1911的改進工作，這些由M1911改進而成的手槍沒有正式定型，一律稱為MEU(SOC)半自動手槍或MEU手槍。
2002年，美國手槍手雜誌（英語：American Handgunner）的一篇文章提及，“來自精密武器科的美國海軍陸戰隊軍械士”正在生產著789 把MEU(SOC)的M1911。需要改進的零部件清單包括槍管、復進簧、復進簧頂頭、連接銷、拋殼鉤、擊針彈簧、擊鎚簧及擊鎚簧座，都是由諾林公司（英語：Nowlin）生產；套筒是由春田兵工廠（英語：Springfield Armory）生產；準星針、“海狸尾部”式設計的保險裝置和復進簧導杆是由埃德布朗公司（英語：Ed Brown）生產；諾瓦克（英語：Novak）簽訂了生產照門合同；威爾遜戰鬥產品公司（英語：Wilson Combat）生產抽殼鈎和彈匣釋放按鈕；而國王槍械工廠（英語：King's Gun Works）提供了左右兩面皆可由拇指操控的手動保險。
海軍陸戰隊的隊員都在訓練週期和隨後的部署期間都會使用這把手槍發射多達80,000發.45 ACP手枪子彈。不過，更常見的是海軍陸戰隊帶回這把手槍到弗吉尼亚州提科鎮的美國海軍陸戰隊精確武器工場（英語：USMC Precision Weapons Shop，簡稱：PWS）發射10,000發.45 ACP手枪子彈以後重新組裝。而每次重新組裝的時候，除了其槍身以外，幾乎槍的所有部份需要拋棄；而在2003年之前，最後一把由美國政府生產的槍身就是在1945年。槍身是會再三重複檢查，以確保它仍然保持在軍用規格。而根據海軍陸戰隊的紀錄，它們使用的槍身更曾經開了多達500,000發子彈。
2001年，該名在指揮部的精確武器工場的首席等級成員，美国陆军准尉肯·戴維斯（英語：Ken Davis）指出，M1911是“唯一一把可以撐過這種使用方式的手槍”（The only pistol that can stand up to this use；可能是指在經過多重的破壞性測試以後）。
不過，由於美國海軍陸戰隊開始在人手選拔的過程中，有不少成員接受從美國海軍陸戰隊武裝偵察部隊轉到特种部队司令部的海軍陸戰隊特種作戰司令部第1特遣隊（英語：Marine Corps Special Operations Command, Detachment One，簡稱：MCSOCOM Det-1）。這意味著粗略地有150個单位將需要挑選一把基於.45口徑M1911A1的手槍，而且其速度遠比精確武器工場的生產速度更快，更何況當時精確武器工場已經積壓與開始生產著精確射手步槍（英語：Designated Marksman Rifle，簡稱：DMR）和班用高級射手步槍（英語：Squad Advanced Marksman Rifle，簡稱：SAM-R），以及將M40A1更新為M40A3。因此，第一支隊開始以商业用途現成貨品（英語：Commercial off-the-shelf，簡稱：COTS）的方式去尋求其代用品。

### ICQB手槍

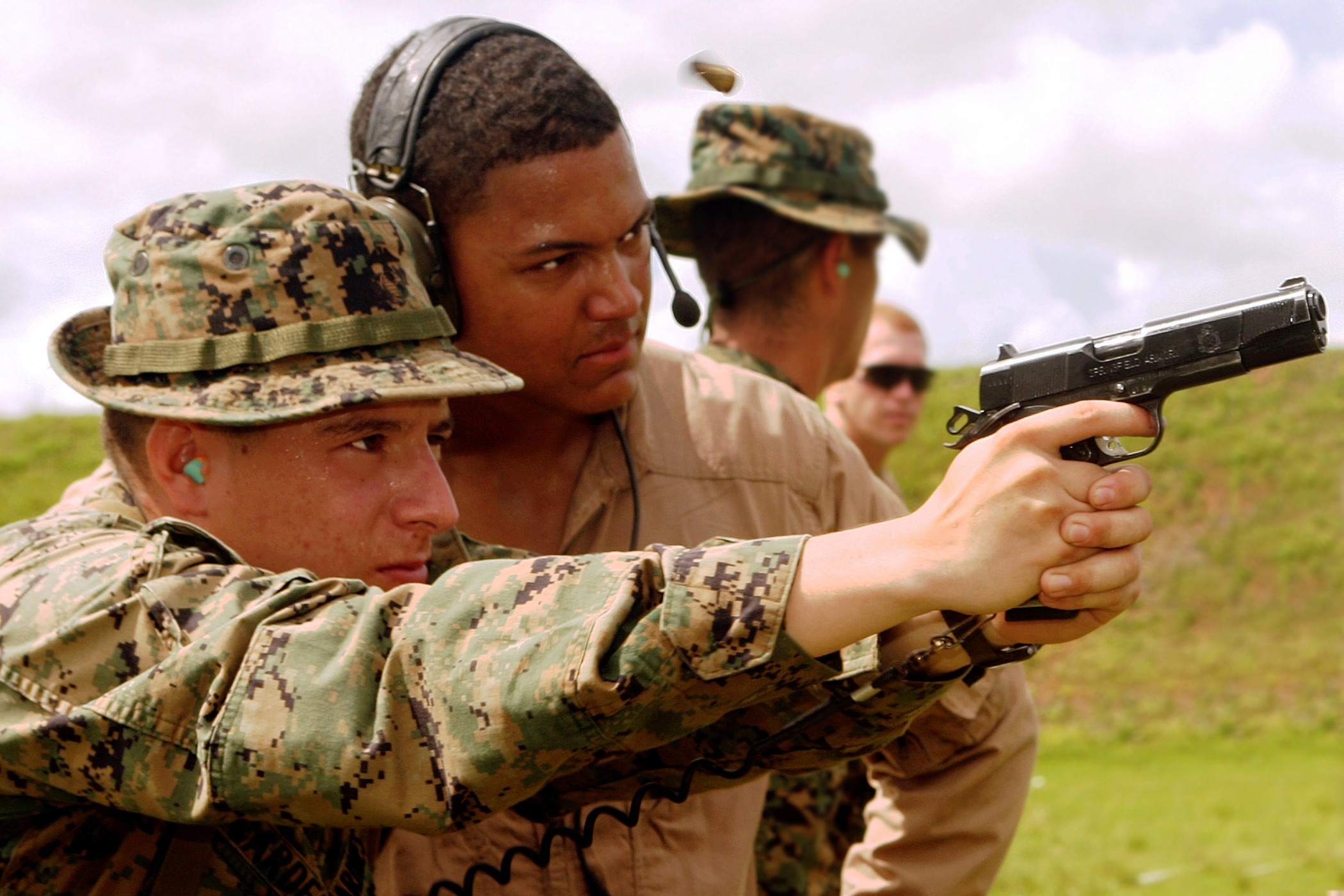
使用MEU(SOC)半自動手槍的美國海軍陸戰隊

後來，海軍陸戰隊特種作戰司令部第1特遣隊發現了洛杉磯警察局（英語：Los Angeles Police Department，簡稱：LAPD）向金柏公司（英語：Kimber Manufacturing）所特別訂制的M1911手槍感到十分滿意。根據第1特遣隊所得到的資料指出，金伯製造的M1911手槍同樣配置了那些零部件，儘管金伯並即將推出全新的TLE/RL II型號。第1特遣隊就向金柏少量訂制了以TLE/RL II系列作改良的版本，金柏亦在短時間內生產了小量特制的M1911A1交貨，這種版本命名為“過渡期近身距離作戰手槍”（英語：Interim Close Quarters Battle pistol，簡稱：ICQB）。其主要特徵是改用簡化了的復進零件及5英吋比賽等級的不鏽鋼槍管等。但整體而言，ICQB的內部設計和白朗寧的原來設計相比是沒有太大的差別。
後來海軍陸戰隊特種作戰司令部第1特遣隊的金柏ICQB手槍又加裝了SureFire整體式軍用型手槍戰術燈（英語：Integrated Military Pistol Light，簡稱：IMPL）、道森（英語：Dawson）的螺絲上鎖式精密輕型導軌、Gemtech TRL（英文全寫：英語：）戰術槍索及其吊環（亦且同時掛上應急配備的通訊用電話線裝置）、經過改進的Safariland 6004手槍槍套、由西蒙尼刀刃（英語：Simonich Knives）及行客刀生產的西蒙尼G-10握把側板以取代原來的帕茨米亞（英語：Pachmayr）橡膠握把及配威爾遜戰鬥產品公司的“47D”8發彈匣。而諾瓦克LoMount生產的氚光夜間用機械瞄具亦取代了原來的海軍陸戰隊員內部一向使用的機械瞄具。
有一說是相同要求亦被發送到美国春田公司，而春田公司亦以為美國联邦调查局的TRP設計生產其MEU(SOC)半自動手槍。然而，金柏在測試的最後階段之中優勝了。

### 替換

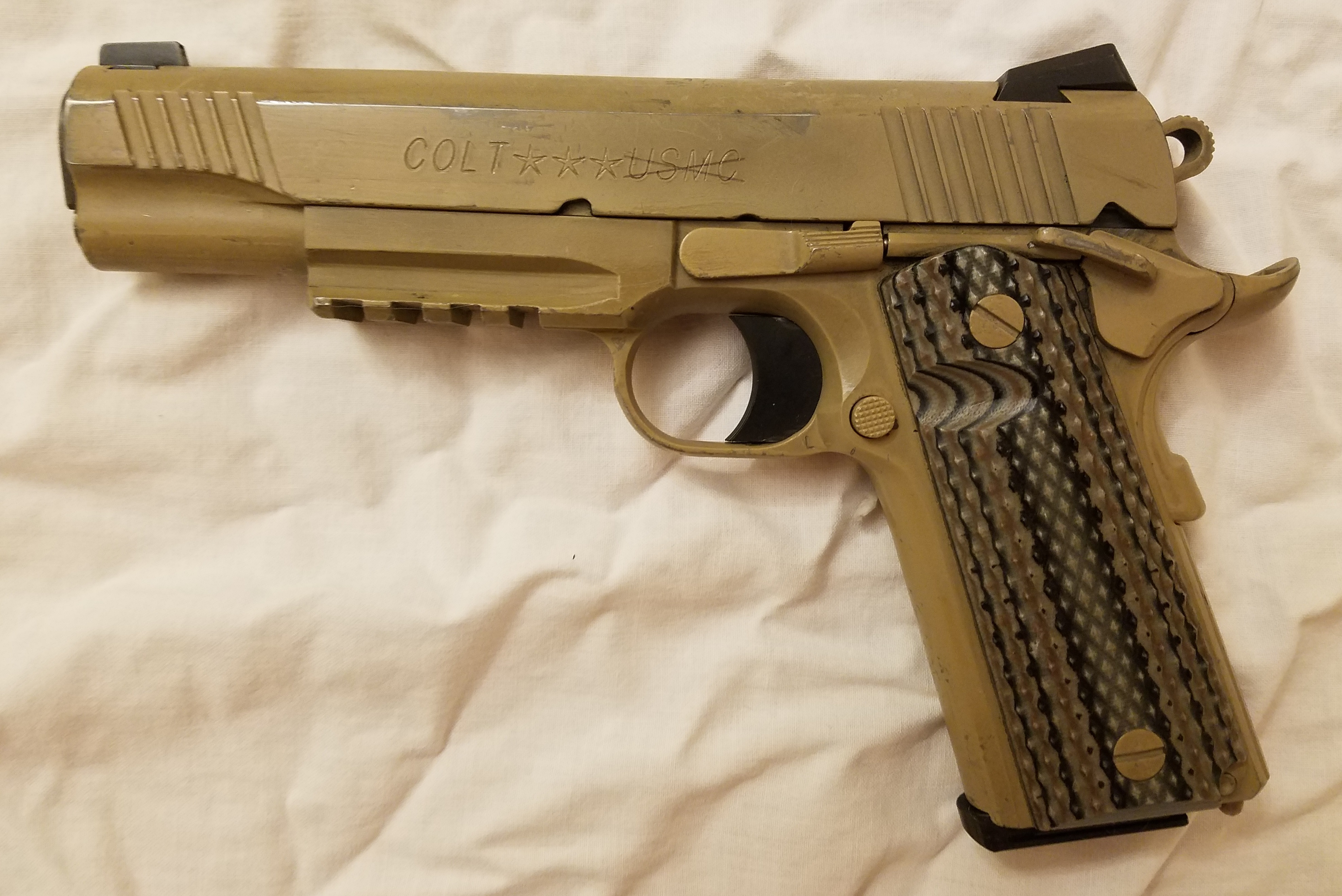
已退役的M45A1近身距離作戰手槍（O1070RG型柯爾特滑軌手槍）。

由於MEU(SOC)半自動手槍的部件磨損和撕裂，而美國海軍陸戰隊武裝偵察部隊和美國海軍陸戰隊特種作戰司令部的人員越來越多，美国海军陆战队試圖尋找商業方面的替代品。2005年2月17日，海軍陸戰隊系統司令部（英語：Marine Corps Systems Command）宣布，它打算購買150把春田兵工廠的專業型號手槍並且用作MEU(SOC)半自動手槍。這些與联邦调查局的特種武器和戰術部隊和人質拯救隊（英語：Hostage Rescue Team，簡稱：HRT）所採用的M1911手槍相同；不過，以前它們曾經拒絕通過ICQB的採用。儘管他們的計劃是購買商業市場的手槍，海軍陸戰隊系統司令部仍然繼續徵求各個M1911的零部件以生產額外的MEU(SOC)半自動手槍。
2010年，海軍陸戰隊方面再一次發出了以一個現成的M1911手槍系統，以取代定制組建的手槍的要求。目前有三款手槍已經被提交到海軍陸戰隊作為替代當前的M45手槍的選擇。第一款是由柯特製造公司方面提供的是他們的O1070RG型（RG，意為：磁軌砲）手槍，這是以他們現有的M1911 XSE型手槍為藍本，採用沙色的表面處理和諾瓦克夜間瞄準具。第二款是春田公司方面正在研製的一種改進自裝填型MC操作者的PX9105MLP型全尺寸衍生型M1911A1手槍，在底把整合了一條軍用型MIL-STD-1913戰術導軌、裝上氚光夜間用戰鬥瞄準具、冷鍛鋼黑色套筒連冷鍛鋼橄欖色底把雙色調表面處理、帕茨米亞（英語：Pachmayr）全包式握把片和GI式復進簧導桿。第三款是由位於的軍火製造商，卡爾利帕德公司（英語：Karl Lippard）所設計的一種M1911A1式手槍，被命名為近距離戰鬥手槍（英語：Close Quarter Battle Pistol，簡稱：CQBP），使用S7型工具鋼和大量專有組件所組成，包括其戰術配件導軌、握把式保險和機械瞄具。
最終在2012年7月19日，美國海軍陸戰隊司令部宣布柯爾特M1911滑軌手槍中標，並且贏得了向美國海軍陸戰隊武裝偵察部隊和美國海軍陸戰隊特種作戰司令部交付最初的4,000把手槍、價值2,200萬美元的合同。柯爾特M1911滑軌手槍獲重新命名為“M45近身距離作戰手槍”（英語：Close Quarter Battle Pistol，CQBP），並將最多交付12,000把給軍隊使用。柯爾特的設計被認為是以前的手槍的升級版本，而並非一款全新的設計。

## 規格

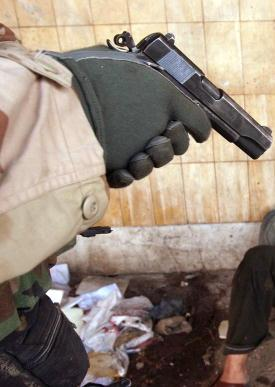
在伊拉克使用的MEU(SOC)半自動手槍。

MEU(SOC)半自動手槍是以軍方原來發配給部隊的柯爾特M1911A1政府型手槍作為基礎，在弗吉尼亚州提科鎮的美国海军陆战队精確武器工場（英語：USMC Precision Weapons Shop，簡稱：PWS）經過人手挑選、分解、清理毛刺和做好裝上新部件準備。然後，他們會裝上售後市場上的配件，包括：由Videcki公司生產的握把式保險、圓形擊錘、左右兩面皆可由拇指操控的手動保險和更輕便的扳機，由Bar-Sto公司生產的經過改進、更高命中率的機械瞄具和精確的比賽等級不鏽鋼槍管和由威爾遜戰鬥產品公司生產的Pachmayr橡膠握把和前端的鋸齒狀防滑紋。
MEU(SOC)半自動手槍的扳機扣力被設定在4.5—5磅力（20—22牛顿）。
MEU(SOC)半自動手槍的組件都是由手工裝配的，因此不能互換。武器的序列號的最後四個數字分別印在槍管的頂部套筒部件的右側、河狸尾狀設計的握把式保險的內部、左右兩面皆可由拇指操控的手動保險和在擊鎚簧座內部的表面。早期型套筒在前端沒有鋸齒狀防滑紋，為了讓使用者便於輕推套筒以確定膛內上彈與否，新的套筒在前端也增加了防滑紋。
MEU(SOC)半自動手槍還安裝了一個由纖維材料製成的後座緩衝器，能夠降低後座感，在速射時尤其有利。但其本身耐用度不高，若緩衝器變成小碎片容易積累在手槍裡面導致出現故障。但大多數陸戰隊員認為這沒多大問題，因為在陸戰隊裡面的所有武器都能得到定時和充分的維護；就算緩衝器破損，都可很快被發現並在出現問題前更換。但無論如何，這個裝置還是一直受到爭議。

## 使用國
- 美国
  - 美國海軍陸戰隊遠征軍（英语：Marine expeditionary force）
  - 美國海軍陸戰隊特種作戰司令部

## 流行文化

### 电视剧
- 2019年—：為東京丸井生產型，裝上CC3H握把及導軌系統、Laylax M1911A1緩沖簧導桿和緩沖簧套件，被A.I.M.S.用作佩槍（英语：Side arm），套筒以上亦寫有A.I.M.S.的字樣。

### 电子遊戲
- 2009年—：為美国海军陆战队陣營武器之一。
- 2011年—：命名為「M1911」，載彈量8+1發，初始攜彈量為46發。只可由EA槍會成員或戰場退伍軍人玩家所使用。被歸類為手枪，有四種樣式，分別是：「標準」、「TACT.」、「SUPP.」和「S-TAC」。TACT.裝上了戰術燈，SUPP.裝上了消聲器，而S-TAC則是DICE獨有而且同時裝上了戰術燈與消聲器。
- 2014年—《叛亂（英语：Insurgency (video game)）》：命名為“M45”，安全部隊專用武器。
- 2015年—：由FBI SWAT幹員所使用，命名為「M45 MEUSOC」。
- 2021年—《戰地風雲2042》：作為戰地風雲入口的武器登場。

## 資料來源
1. 1 2 3 4 5 6 7 8 9  
. Washington, DC: Headquarters, U.S. Marine Corps. August 31, 1994: 122.
2. 1 2  Oliva, Mark. . Stars and Stripes European and Pacific Edition (Stars and Stripes). 08/05/2002  [03/04/2007]. （原始内容存档于2020-10-01） （英语）.
3. ↑  The MEU .45: the 1911 soldiers on. Retrieved on September 19, 2008.
4. ↑  Olive-drab.com's M1911 M1911A1 Pistol. （页面存档备份，存于） Retrieved on September 19, 2008.
5. ↑   (PDF).   [2010-02-10]. （原始内容 (PDF)存档于2008-09-20）.
6. ↑  .   [2010-02-12]. （原始内容存档于2012-02-24）.
7. ↑  Johnston, Gary Paul.(2004)"One Good Pistol", Soldier of Fortune Magazine, December 2004, 62-67
8. 1 2 3  
Clancy, Tom. . Berkeley, California: Berkeley Trade. 1996: 64,79–80. ISBN 978-0425154540 （英语）.
9. 1 2  Hopkins, Cameron. . American Handgunner. 03/01/2002, (March–April, 2002)  [2010-02-12]. （原始内容存档于2015-11-07）.
10. 1 2 3 4 5 6 7  Rogers, Patrick A. . The Accurate Rifle. 1 May 2001, 4 (4): 47  [2010-02-12]. （原始内容存档于2017-12-22）.
11. 1 2 3  Brown, R.E. . 美國手槍手雜誌. 1 July 2004, (July/August 2004)  [2010-02-12]. （原始内容存档于2009-08-09）.
12. 1 2 3 4 5  Rogers, Patrick A.(2003)"Marines New SOCOM Pistol", SWAT Magazine, December 2003, 52-57
13. ↑  .   [2010-02-12]. （原始内容存档于2016-03-05）.
14. ↑  .   [2010-02-12]. （原始内容存档于2016-08-16）.
15. ↑  .   [2011-10-16]. （原始内容存档于2013-03-05）.
16. ↑  .   [2013-04-06]. （原始内容存档于2013-03-25）.
17. ↑  .   [2011-04-03]. （原始内容存档于2011-10-08）.
18. ↑  .   [2011-04-03]. （原始内容存档于2020-11-23）.
19. 1 2  .   [2011-01-30]. （原始内容存档于2011-01-28）.
20. ↑  Colt Defense LLC Announces Award of Marine Corps M45 Close Quarter Battle Pistol (CQBP) Contract （页面存档备份，存于） - Colt press release, July 20, 2012
21. ↑  Why the Marines adopted the M45 Colt 1911 （页面存档备份，存于） - The Firearm Blog.com

## 外部連結
- （英文）—Military, Security and Civilian Guns and Equipment—Colt MEU(SOC) （页面存档备份，存于）
- （简体中文）—D Boy Gun World（槍炮世界）—MEU(SOC)手枪 （页面存档备份，存于）